# 231 Vindobona
Vindobona (asteroide 231) é um asteroide da cintura principal com um diâmetro de 82,33 quilómetros, a 2,4595546 UA. Possui uma excentricidade de 0,1572234 e um período orbital de 1 821 dias (4,99 anos).
Vindobona tem uma velocidade orbital média de 17,43495191 km/s e uma inclinação de 5,09678º.
O asteroide Vindobona foi descoberto em 10 de Setembro de 1882 pelo astrônomo checo Johann Palisa.